# Anicet Le Pors

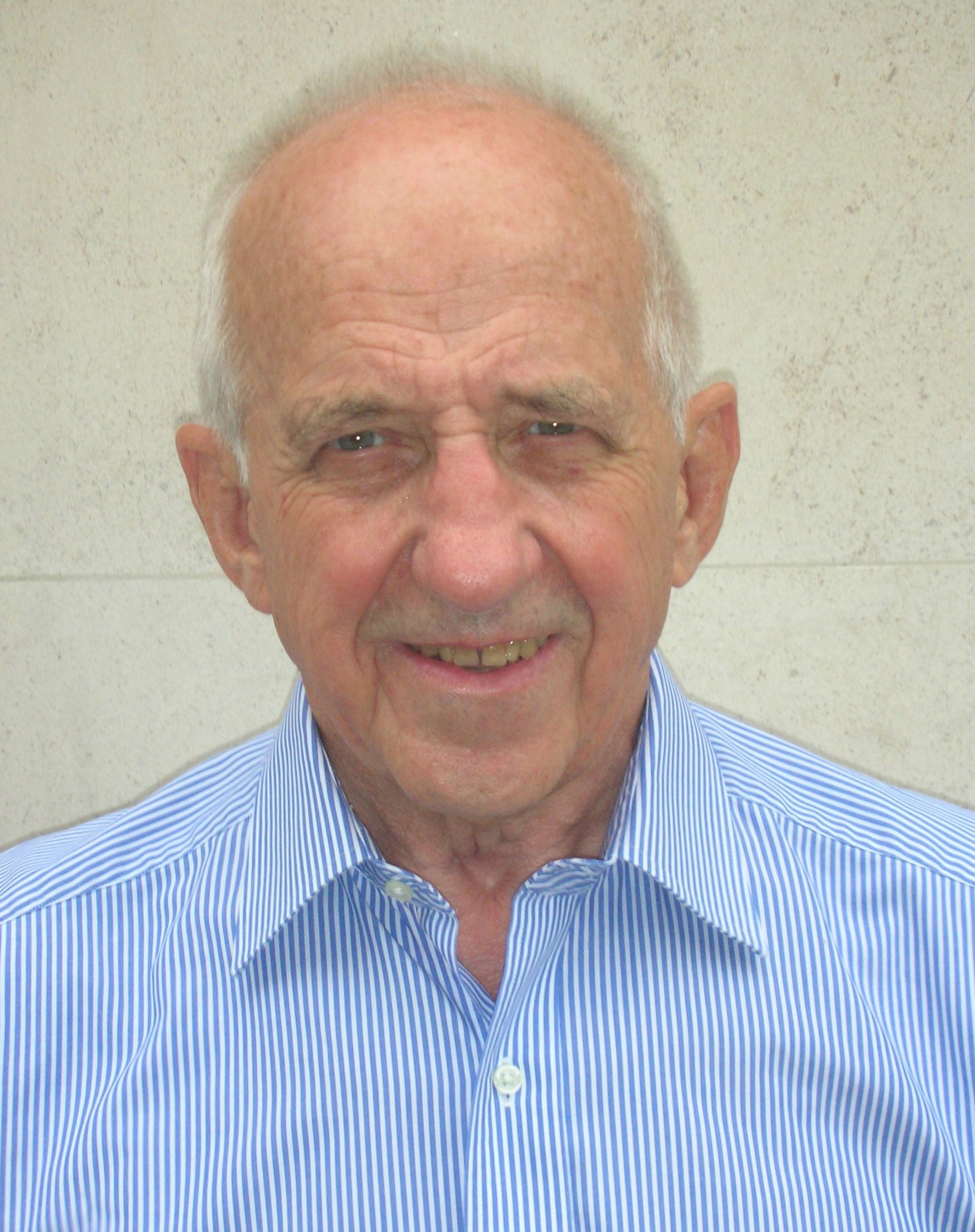
Anicet Le Pors (August 2007)

Anicet Le Pors (* 28. April 1931 in Paris) ist ein ehemaliger französischer Politiker der Parti communiste français (PCF), der unter anderem zwischen 1977 und 1981 Mitglied der Senats, von 1981 bis 1983 erst Beigeordneter Minister für den öffentlichen Dienst und Verwaltungsreformen sowie danach zwischen 1983 und 1984 Staatssekretär für den öffentlichen Dienst war.

## Leben

### Ingenieur und Senator
Le Pors begann nach einem Studium seine berufliche Laufbahn als Ingenieur beim staatlichen Wetterdienst Météo-France und war für diesen zunächst von 1953 bis 1957 in Marrakesch sowie zwischen 1957 und 1965 in Casablanca tätig, ehe er 1965 vorübergehend in die Zentrale nach Paris wechselte. 1960 vertrat er Metéo-France bei einer Konferenz der World Meteorological Organization in Lépoldville. Kurz nach seiner Rückkehr nach Paris 1965 wechselte er ins Ministerium für Wirtschaft und Finanzen und war dort zunächst Projektbeauftragter in der Prognose-Abteilung sowie anschließend Leiter des Industrie-Referats, ehe er zuletzt von 1975 bis 1976 Leiter des interministeriellen Projekts für Einwanderung und wirtschaftlich-soziale Entwicklung war. Danach war er zwischen 1976 und 1977 Lehrbeauftragter an der Universität Paris-Nord (Université de Paris XIII) sowie später von 1978 bis 1980 Lehrbeauftragter an der Hochschule für Wirtschafts- und Handelswissenschaften ESSEC (École supérieure des sciences économiques et commerciales).
Bei den Wahlen vom 25. September 1977 wurde Le Pors als Kandidat der Parti communiste français (PCF) zum Mitglied des Senats gewählt und vertrat in diesem bis zum 13. Juli 1981 die Interessen des Département Hauts-de-Seine. Während dieser Zeit war er von Oktober 1977 bis Juli 1981 Mitglied des Senatsausschusses für Finanzen, Haushaltskontrolle und nationale Wirtschaftskonten (Commission des finances, du contrôle budgétaire et des comptes économiques de la nation). 1979 wurde er Mitglied des Zentralkomitees der PCF.

### Beigeordneter Minister und Staatssekretär
Am 23. Juni 1981 wurde Le Pors von Premierminister Pierre Mauroy als Beigeordneter Minister für den öffentlichen Dienst und Verwaltungsreformen (Ministre délégué chargé de la Fonction publique et des Réformes administratives) in das zweite Kabinett Mauroy berufen und bekleidete dieses Amt bis zum 22. März 1983. Er unterstand dabei unmittelbar dem Premierminister und löste Catherine Lalumière ab, die Ministerin für Verbraucher wurde. Er gehörte damit neben Charles Fiterman als Verkehrsminister, Marcel Rigout als Minister für berufliche Bildung und Jack Ralite als Gesundheitsminister zu den vier Ministern der PCF, die nach dem Wahlsieg der Linken unter François Mitterrand an der zweiten Regierung von Pierre Mauroy beteiligt waren. Im dritten Kabinett Mauroy fungierte er vom 24. März 1983 bis zum 17. Juli 1984 als Staatssekretär für den öffentlichen Dienst (Secrétaire d'État chargé de la Fonction publique et des Réformes administratives) und war ebenfalls Premierminister Mauroy direkt unterstellt. Im Juli 1984 beschloss die PCF die Regierung zu verlassen, um gegen die in ihren Augen neoliberale Ausrichtung der von der Parti socialiste (PS) gestellten Regierung zu protestieren.
1985 wurde er zum Mitglied des Generalrates des Département Hauts-de-Seine und vertrat in diesem nach seiner Wiederwahl 1992 bis zu seinem Verzicht auf eine erneute Kandidatur 1998 die Interessen des Kanton Nanterre-Sud-Est. 1994 trat er aus der PCF aus, der er seit 1958 als Mitglied angehört hatte. Nachfolgerin als Vertreterin des Kantons Nanterre-Sud-Est im Generalrat wurde 1998 Nadine Garcia von der PCF.

## Veröffentlichungen
- Les transferts État-industrie en France et dans les pays occidentaux, Documentation française, Paris 1976
- Les béquilles du capital. Les transferts État-industrie, critère de nationalisation, Éditions du Seuil, Paris 1977, ISBN 2-0200-4707-1
- Immigration et développement économique et social. Balance des paiements; bilan social; impacts sectoriels et macroéconomiques. Rapport général, Documentation Française, Paris 1977, ISBN 2-1100-0006-6
- Marianne à l’encan. Stratégie du déclin et autogestion nationale, Éditions sociales, Paris 1980, ISBN 2-2090-5380-3
- Contradictions. Vous avez dit contradictions? Entretiens avec Jean-Marie Colombani. Suivis d’une chronologie, trois années d’activités gouvernementales, Editions sociales, Paris 1984, ISBN 2-2090-5643-8
- L’Etat efficace, R. Laffont, Paris 1985, ISBN 2-2210-4621-8
- Pendant la mue, le serpent est aveugle. Chronique d’une , A. Michel, Paris 1993, ISBN 2-2260-6735-3
- Le nouvel âge de la citoyenneté. Avec les contributions de Laurent Fabius, Robert Hue et Philippe Séguin, Editions de l’Atelier, Paris 1997, ISBN 2-7082-3264-9
- La citoyenneté, PUF, Paris 1999, ISBN 2-1304-9751-9 (2. Auflage 2002)
- Eloge de l'échec, Temps des cerises, Pantin 2001, ISBN 2-8410-9285-2
- Service public, fonction publique et justice administrative, Le Ministre de la Justice in Vientiane, Laos 2007
- Juge de l’asile. Préface de François Julien-Laferrière, Michel Houdiard Éditeur, Paris 2010, ISBN 978-2-356-92023-2